# Richenza Lotrinská
Blahoslavená Richenza Lotrinská také Rixa, Ryksa, Richeza (polsky Rycheza Lotaryńska; asi 995/1000? – 21. březen 1063, Saalfeld) byla německá šlechtična, polská kněžna a královna jako manželka Měška II. Po svržení svého manžela z trůnu v roce 1031 se vrátila do Německa, kde se stala jeptiškou. Jejím otcem byl Ezzo Lotrinský a matkou Matylda, dcera císaře Oty II. Byla tak sestra císaře Oty III.

## Život
Zřejmě už v roce 1000 během kongresu v Hnězdně se Boleslav Chrabrý a císař Ota III. dohodli o otužení vzájemných vztahů prostřednictvím manželství. Ota III. neměl potomky, a tak se nevěsta pro Boleslavova syna Měška vybírala ze sedmi dcer Otovy sestry Matyldy, jediné, které se vdala a porodila děti. Vybrána byla ta nejstarší z Otových neteří, Richenza. Ota III. však nečekaně zemřel v roce 1002 a politika Svaté říše římské se přeorientovala. Sňatek byl tedy odložen až do roku 1012, kdy si Boleslav Chrabrý vyžádal tento sňatek a poslal svého syna do Německa s dary pro nevěstinu rodinu. Císař Jindřich II. v Merseburgu uzavřel dočasný mír s Polskem a zde se také uskutečnila svatba Měška a Richenzy, na které byli hosty jak císař, tak Boleslav Chrabrý.
Boleslav Chrabrý zemřel 17. června 1025. O šest měsíců později byli na Štědrý den v Hvězdně Měšek II. a jeho manželka korunováni polským králem a královnou. V roce 1031 byl Měšek II. donucen utéct z Polska do Čech, kde byl uvězněn. Polským knížetem se stal Měškův nevlastní bratr Bezprym.
Brauweilerská kronika naznačuje, že Richenza a její děti tehdy utekly do Německa i polskými korunovačními klenoty, které předala císaři Konrádovi II. a hrála důležitou roli při sjednání míru mezi Polskem a Svatou říší římskou. Novodobí historici tyto fakta však nepokládají za věrohodná.
Richenza a Měšek se již nesetkali, podle některých zdrojů byli buď oficiálně rozvedeni nebo žili odděleně. Poté, co byl Bezprym v roce 1032 zavražděn, se Měšek II. vrátil do Polska, ale byl nucen zemi rozdělit na tři části - jedné vládl on sám, druhé jeho bratr Ota a třetí jeho bratranec Dytryk. O rok později, v roce 1033, Měšek znovu zemi sjednotil pod svou vládou, když byl Ota zabit a Dytryk vykázán z Polska. V červenci 1034 však Měšek náhle zemřel, zřejmě byl zavražděn.
Syn Richenzy a Měška Kazimír se do Polska vrátil až v roce 1037. Richenza se zřejmě do Polska odebrala společně s ním, ačkoliv tento fakt je předmětem debat mezi historiky. Vzpoura šlechty je však oba brzy donutila znovu utéct a Richenza se už poté do Polska nevrátila. Usadila se v německém Saalfeldu, s dovolením císaře se stála nazývala polskou královnou a vedla polskou opozici, která v roce 1039 jejímu synovi pomohla získat polský trůn. Zemřela 21. března 1063 tamtéž a v rozporu se svým přáním byla pohřbena v kolínském kostele Panny Marie. Roku 1816 byly její ostatky přeneseny do katedrály sv. Petra v Kolíně nad Rýnem.
Katolickou církví je uctívána jako blahoslavená a její svátek je slaven 21. března.

## Odkazy

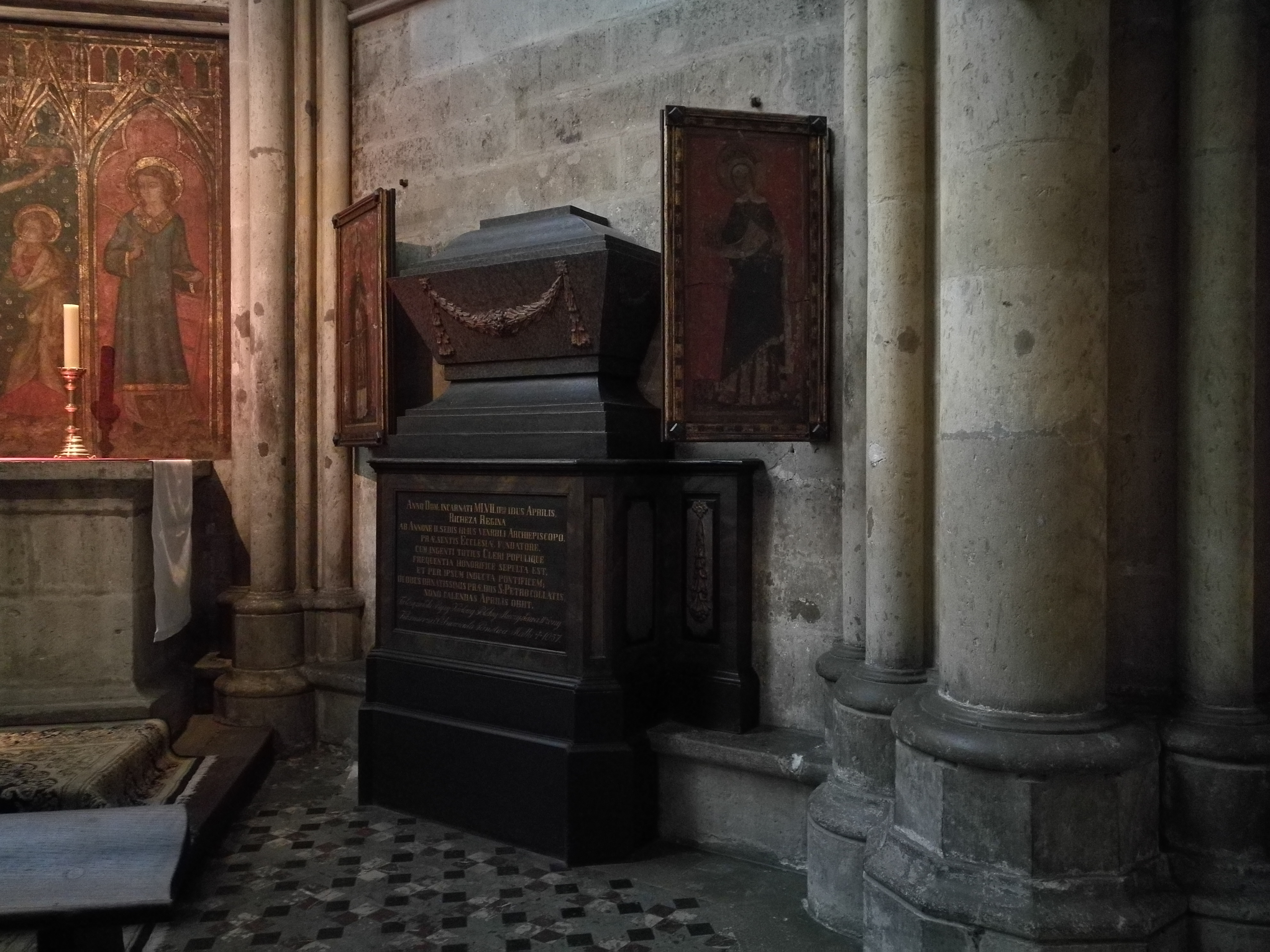
Hrob bl. Richenzy Lotrinské v katedrále sv. Petra v Kolíně nad Rýnem